# Solanum sublentum
Solanum sublentum är en potatisväxtart som beskrevs av William Philip Hiern. Solanum sublentum ingår i släktet skattor som ingår i familjen potatisväxter. Inga underarter finns listade i Catalogue of Life.